# روح (فیلم ۲۰۲۲)
روح (تلوگو: ది ఘోస్ట్) یک فیلم اکشن و دلهره‌آور هندی به زبان تلوگو محصول سال ۲۰۲۲ به نویسندگی و کارگردانی پراوین ستارو با بازی آکینی ناگرجونا، سونال چوهان، گول پاناگ، آنیخا سورندران، مانیش چاوداری، راوی وارما و سریکانث آیینگار است.
تصویربرداری اصلی در فوریه ۲۰۲۱ آغاز شد و در اوت ۲۰۲۲ با فیلمبرداری در حیدرآباد، اوتی و دبی به پایان رسید. این فیلم در تاریخ ۵ اکتبر ۲۰۲۲ در سینماهای سراسر جهان اکران شد و نقدهای منفی منتقدان را دریافت کرد.

## داستان
یک افسر سابق اینترپل را ویران می‌کند و امواج شوک را به سراسر جهان اموات می‌فرستد، اما در عمل ناپدید می‌شود، سال‌ها بعد دوباره برای خانواده محبوبش ظاهر می‌شود.